# Riemann–Siegel-féle théta-függvény
A matematikában a Riemann–Siegel-féle théta-függvény definíciója:
{\displaystyle \theta (t)=\arg \left(\Gamma \left({\frac {2it+1}{4}}\right)\right)-{\frac {\log \pi }{2}}t}
ahol {\displaystyle \Gamma } a teljes gamma-függvény, és t valós. A konstansok választása miatt a függvény folytonos, és {\displaystyle \theta (0)=0}, a log gamma főágának definíciójához hasonlóan.
Aszimptotikus kifejtése
{\displaystyle \theta (t)\sim {\frac {t}{2}}\log {\frac {t}{2\pi }}-{\frac {t}{2}}-{\frac {\pi }{8}}+{\frac {1}{48t}}+{\frac {7}{5760t^{3}}}+\cdots }
ami nem konvergens, de az első néhány tag jó közelítést ad {\displaystyle t\gg 1}-re. Taylor-sora a 0 körül {\displaystyle |t|<1/2} esetben konvergens, és
{\displaystyle \theta (t)=-{\frac {t}{2}}\log \pi +\sum _{k=0}^{\infty }{\frac {(-1)^{k}\psi ^{(2k)}\left({\frac {1}{4}}\right)}{(2k+1)!}}\left({\frac {t}{2}}\right)^{2k+1}}
ahol {\displaystyle \psi ^{(2k)}} a  {\displaystyle 2k} rendű poligamma-függvény.
A Riemann–Siegel-féle théta-függvény a Riemann-féle zéta-függvény tanulmányozásában érdekes, mert úgy transzformálja, hogy annak kritikus egyenese a valós tengelyre kerüljön. Lásd: Riemann–Siegel-féle Z-függvény.

## Diszkusszió
A Riemann–Siegel-féle théta-függvény páratlan valós analitikus függvény valós t esetén. A nullát háromszor veszi fel, ezek a helyek 0 és {\displaystyle \pm 17,8455995405\ldots } A |t| > 6,29 helyeken növekvő, mivel a {\displaystyle \pm 6,289835988\ldots } helyeken pontosan egy helyi minimuma illetve maximuma van, aminek abszolútértéke {\displaystyle 3,530972829\ldots }. A t = 0 helyen inflexiós pontja van, és itt {\displaystyle \theta ^{\prime }(0)=-{\frac {\ln \pi +\gamma +\pi /2+3\ln 2}{2}}=-2,6860917\ldots }  a függvény deriváltjának minimuma.

## Komplex kiterjesztés
A log Gamma függvény végtelen kifejtése 
{\displaystyle \log \Gamma \left(z\right)=-\gamma z-\log z+\sum _{n=1}^{\infty }\left({\frac {z}{n}}-\log \left(1+{\frac {z}{n}}\right)\right),}
ahol γ az Euler–Mascheroni konstans. A z változóba helyettesítve {\displaystyle (2it+1)/4} -t és tagonként képzetes részt véve
'θ(t)
{\displaystyle \theta (t)=-{\frac {\gamma +\log \pi }{2}}t-\arctan 2t+\sum _{n=1}^{\infty }\left({\frac {t}{2n}}-\arctan \left({\frac {2t}{4n+1}}\right)\right).}
A -1 és 1 képzetes részű sávon az árkusz tangens függvény holomorf, és könnyen belátható, hogy a sor egyenletesen konvergens a  -1/2 és 1/2 közötti képzetes részű sáv által tartalmazott kompakt részhalmazokon. Ebből következik, hogy a Z-függvény is holomorf ezen a kritikus sávon.
Az
{\displaystyle \arg z={\frac {\log z-\log {\bar {z}}}{2i}}\quad {\text{and}}\quad {\overline {\Gamma (z)}}=\Gamma ({\bar {z}})}
azonosságokkal a fenti képlet zárt alakra hozható:
{\displaystyle \theta (t)={\frac {\log \Gamma \left({\frac {2it+1}{4}}\right)-\log \Gamma \left({\frac {-2it+1}{4}}\right)}{2i}}-{\frac {\log \pi }{2}}t=-{\frac {i}{2}}\left(\ln \Gamma \left({\frac {1}{4}}+{\frac {it}{2}}\right)-\ln \Gamma \left({\frac {1}{4}}-{\frac {it}{2}}\right)\right)-{\frac {\ln(\pi )t}{2}}}
Ezzel a függvény kiterjeszthető. Mivel a log Gamma nem értelmezhető holomorf a teljes komplex síkon, ez a függvény sem fog mindenhová kiterjedni. A log Gamma főágát alapul véve θ(t) örökli a sík felvágását a képzetes tengely mentén a i/2-nél nagyobb és a -i/2-nél kisebb képzetes részű tisztán képzetes komplex számokra.
|                              |                              |                                |
| {\displaystyle -1<\Re (t)<1} | {\displaystyle -5<\Re (t)<5} | {\displaystyle -40<\Re (t)<40} |

## Gram-pontok
A Riemann-féle zéta-függvény a kritikus egyenes mentén
{\displaystyle \zeta \left({\frac {1}{2}}+it\right)=e^{-i\theta (t)}Z(t),}
{\displaystyle Z(t)=e^{i\theta (t)}\zeta \left({\frac {1}{2}}+it\right).}
Ha {\displaystyle t} valós, akkor a {\displaystyle Z\left(t\right)} függvény értékei is valósak. Az ilyen pozitív értékeket Gram-pontoknak nevezik Jørgen Pedersen Gram nyomán, és úgy írhatók le, hogy a {\displaystyle {\frac {\theta (t)}{\pi }}} hányados egész. Tehát a Gram-pontok az 
{\displaystyle \theta \left(g_{n}\right)=n\pi .} {\displaystyle g_{n}} megoldásai.
A legkisebb Gram-pontok:
| {\displaystyle n} | {\displaystyle g_{n}} | {\displaystyle \theta (g_{n})} |
| ----------------- | --------------------- | ------------------------------ |
| -3                | 0                     | 0                              |
| -2                | 3,4362182261...       | -π                             |
| -1                | 9,6669080561...       | -π                             |
| 0                 | 17,8455995405...      | 0                              |
| 1                 | 23,1702827012...      | π                              |
| 2                 | 27,6701822178...      | 2π                             |
| 3                 | 31,7179799547...      | 3π                             |
| 4                 | 35,4671842971...      | 4π                             |
| 5                 | 38,9992099640...      | 5π                             |
| 6                 | 42,3635503920...      | 6π                             |
| 7                 | 45,5930289815...      | 7π                             |
| 8                 | 48,7107766217...      | 8π                             |
| 9                 | 51,7338428133...      | 9π                             |
| 10                | 54,6752374468...      | 10π                            |
| 11                | 57,5451651795...      | 11π                            |
| 12                | 60,3518119691...      | 12π                            |
| 13                | 63,1018679824...      | 13π                            |
| 14                | 65,8008876380...      | 14π                            |
| 15                | 68,4535449175...      | 15π                            |

Az n index választása egy kissé furcsa. Eredetileg úgy határozták meg, hogy az index ott nulla, ahol a megfelelő pont nagyobb, mint a legkisebb pozitív nullhely a kritikus egyenes mentén. Megjegyezzük, hogy ez a  {\displaystyle \theta }-függvény oszcillál a kis abszolútértékű valós helyek körül, ezért nem invertálható a [-24,24] szakaszon. Ezért és páratlansága folytán a théta-függvénynek van egy szimmetrikus Gram-pontja a 0 helyen és -3 indexszel.
A Gram-pontok hasznosak a nullhelyek kiszámításában. A {\displaystyle g_{n}} Gram-pontban
{\displaystyle \zeta \left({\frac {1}{2}}+ig_{n}\right)=\cos(\theta (g_{n}))Z(g_{n})=(-1)^{n}Z(g_{n}),}
és ha ez két egymást követő Gram-pontban is pozitív, akkor a kettő között van gyök.
A Gram-törvény miatt a gyökök valós része pozitív, míg a képzetes rész előjele szabályos szakaszonként változik. 
{\displaystyle (-1)^{n}\,Z\left(g_{n}\right)>0}
A gyökök száma a 0-tól T-ig terjedő szakaszon {\displaystyle N\left(T\right)}, és meghatározható, mint
{\displaystyle N\left(T\right)={\frac {\theta (T)}{\pi }}+1+S(T),}
ahol az {\displaystyle S(T)} hibatag aszimptotikusan úgy nő, mint  {\displaystyle \log T}. Ha bebizonyosodna, hogy {\displaystyle g_{n}}  engedelmeskedik a Gram-törvénynek, akkor a gyökök száma a kritikus sávban egyszerűen
{\displaystyle N\left(g_{n}\right)=n+1.}
Ma már tudjuk, hogy nagyobb távolságra nem igaz a Gram-törvénynek az a kitétele, hogy egy Gram-szakaszban pontosan egy gyök található. Az első eltérés a 126. Gram-pont után van, amit a 127. gyök követ. Ezt maga Gram is csak kis indexekre állította. Később Hutchinson Gram-törvényként azt az állítást emlegette, hogy a gyököket Gram-pontok választják el. 

## Fordítás
Ez a szócikk részben vagy egészben  a   Riemann–Siegel theta function című angol Wikipédia-szócikk fordításán alapul.  Az eredeti cikk szerkesztőit annak laptörténete sorolja fel. Ez a jelzés csupán a megfogalmazás eredetét és a szerzői jogokat jelzi, nem szolgál a cikkben szereplő információk forrásmegjelöléseként.